# Industrie de transformation
 (novembre 2018).
Pour les articles homonymes, voir transformation.
Une industrie de transformation transforme des matières premières, des produits agricoles ou des produits intermédiaires, en produits semi-finis qui sont eux-mêmes utilisés par une industrie de produits finis, utilisés par des consommateurs finaux. L'industrie mère et le plus vieux domaine de transformation est l'agroalimentaire. Il est apparu plus ou moins en même temps que l'agriculture et la sédentarisation, à l'époque du néolithique. La transformation s'est étendue à plusieurs autres secteurs tels que le raffinage du pétrole, et par extension la plasturgie.
À l'aube d'une transition énergétique indispensable, l'industrie de transformation est au cœur des débats actuels concernant les émissions de gaz à effet de serre. En effet, les industries de l'agroalimentaire et du traitement du pétrole sont des industries hautement polluantes. De plus, le pétrole est une énergie fossile dont on pourrait connaître une pénurie à l'horizon des années 2025.
À ce titre, l'industrie de transformation connaît un nouvel élan grâce à l'expansion du recyclage. Ce dernier s'inscrit dans la dynamique de développer une économie circulaire. Elle permet d'économiser les ressources naturelles, de réduire l'utilisation d'énergies (surtout fossiles) mais également de réinjecter dans les marchés actuels des produits recyclés. Au sein de l'Union européenne, l'objectif est fixé à 50 % de déchets ménagers en moins d'ici à 2020. La France est en retard (39,5 % en 2015), loin derrière l'Allemagne (66,1 %) en tête de liste, et derrière le Royaume-Uni (43,5 %).

## Différents domaines de la transformation

### Agroalimentaire
Les industries agroalimentaires réalisent essentiellement une activité de transformation de produits de l’agriculture et de la pêche en aliments et boissons pour l’homme ou l’animal. Elles sont donc situées, dans la chaîne de valeur, entre des producteurs ou des importateurs de matières premières agricoles et des réseaux de distribution qui alimentent le marché de consommation finale. La transformation se définit par transformer des matières premières agricoles afin de créer des produits de grande consommation. Dans le secteur agroalimentaire, les aliments sont constitués de matières premières mais aussi d'éléments permettant la conservation des aliments pour une longue durée, des colorants, des additifs, etc.
Le secteur de la transformation des produits agricoles et alimentaires est un secteur industriel primordial dont l’activité touche toute la société. Ce secteur, qui a toujours eu beaucoup d’importance dans les activités humaines, a pris au cours de ces deux derniers siècles, une dimension industrielle. C’est aujourd’hui, par exemple le premier secteur industriel en France. Cette importance économique a été gagnée, grâce au développement de technologies spécifiques qui permettent de valoriser au mieux les produits de l’agriculture. La chaîne de transformation qui, à partir des produits agricoles, aboutit aux produits commercialisés dans les linéaires des détaillants possède des caractéristiques qui la distinguent des autres industries.
Les matières premières de cette industrie sont majoritairement des produits végétaux ou animaux. Produits d’origine biologique, ils sont par nature variables, quels que soient les efforts du producteur pour les homogénéiser. Pourtant, l’industriel se doit comme dans tous les autres secteurs de mettre sur le marché des produits ayant des caractéristiques constantes afin de satisfaire les attentes des consommateurs.
Ces matières premières sont des denrées périssables. Leur conservation est le problème majeur que doit résoudre l’industrie alimentaire. On entend par conservation le maintien des propriétés chimiques et physiques des aliments, ce qui permet, en conséquence, la conservation de leurs propriétés fonctionnelles, nutritionnelles et organoleptiques.  Les transformations qui permettent à un produit alimentaire de se conserver constituent le premier service rendu par les industries alimentaires aux consommateurs. Malgré l’importance de la stabilisation de la qualité du produit, les principes des techniques de conservation validées par l’industrie ne sont pas très variés. C’est l’amélioration de la qualité nutritionnelle ou organoleptique des aliments qui a justifié l’émergence de nouvelles technologies de conservation, comme les techniques de stérilisation par hautes pressions, ou de déshydratation osmotique, plutôt que le seul besoin d’amélioration des qualités bactériologiques des produits traités. Ce problème demeure néanmoins pour certains produits frais ou fermentés.
Les principales activités liées au secteur agroalimentaire sont :
- l'industrie de la viande ;
- l'industrie des fruits et légumes ;
- l'industrie laitière ;
- le travail du grain et les produits issus des céréales ;
- les produits sucrés ;
- autres industries alimentaires.

### Raffinage du pétrole
Le raffinage du pétrole est un procédé industriel qui permet de transformer le pétrole brut en différents produits finis tels que l'essence, le fioul lourd ou le naphta,. Certains produits pétroliers servent à la fabrication de plastiques.
De manière globale, la consommation de pétrole est toujours en hausse. Cependant, cette information est à moduler selon les régions du globe. Aux États-Unis, par exemple, le marché est saturé. A contrario, dans un souci de développement, la consommation du pétrole dans les pays émergents augmente fortement (Chine, Inde, Moyen-Orient, etc.).
L'Europe n'est pas favorable à la consommation du pétrole et encourage de plus en plus à privilégier les transports en commun, le covoiturage, la fabrication de véhicules non-polluants, etc.
Malgré la fermeture d'usines de raffinage en Europe occidentale et pour en éviter davantage, les raffineurs cherchent à se moderniser. L'enjeu est de taille car en France, le raffinage représente près de treize mille emplois directs et environ quarante mille emplois indirects.

#### Plasturgie
Dans ce domaine, la transformation se définit par le fait de transformer des matières plastiques ou composites qui vont permettre de créer de nouveaux produits. Ce secteur permet de fabriquer des produits tels que des réveils, des brosses à dent, des cafetières, téléphones portables, ordinateurs, TV ; il est omniprésent dans notre société. Cette branche de la plasturgie touche de nombreux secteurs tels que l’automobile, l’aéronautique, l’informatique, le sport, le loisir, le médical, le bâtiment, l’électronique.
La plupart des plastiques sont issus du pétrole. Une fois extrait du sol et stocké dans des grandes citernes, le pétrole brut est transformé dans une raffinerie : on dit qu'il est raffiné. Il est d'abord chauffé à 370 °C avant d'être envoyé dans une grosse tour d'acier appelée « tour de distillation ».
Il existe vingt-trois procédés de transformation de la matière dont le plus courant est l’injection. Dans ces procédés, on trouve :
- le thermoformage ;
- l’injection ;
- l’injection-soufflage ;
- l’extrusion-gonflage ;
- l’extrusion-soufflage ;
- l’expansion moulage.

Exemples de matériaux polymères :
- polyéthylène ou PE ;
- polypropylène ou PP ;
- polychlorure de vinyle ou PVC ;
- polytéréphtalate d'éthylène ou PET ;
- acrylonitrile butadiène styrène ou ABS ;
- polyoxyméthylène ou POM.

### Recyclage
Le recyclage est l’action de récupérer des déchets et de les réintroduire, après traitement, dans le cycle de production. Il existe plusieurs matériaux recyclables, divisés en grandes familles comme suit :
- le verre : tous les bocaux, les bouteilles, quelle que soit la couleur. Le verre est principalement recyclé en nouveaux contenants en verre mais il peut également servir à la confection de laine de verre qui est un isolant ;
- les métaux : l'aluminium, l'acier provenant notamment de cannettes, de boîtes de conserve et autres aérosols. En ce qui concerne les métaux, ils sont recyclés en divers objets tels que des boules de pétanque, des pièces automobiles, des machines à laver ;
- le papier et le carton sont recyclés en majeure partie en journaux, cahiers et prospectus ;
- le plastique : tout ce qui provient de bouteilles, bidons, etc. Grâce au recyclage du plastique, on peut obtenir de nombreux objets différents comme des bancs, des pots de fleurs, des pare-chocs de voiture, des vêtements en fibre synthétique.

Le recyclage s'inscrit et joue un rôle prépondérant dans l'économie circulaire. Les économies se sont longtemps reposées sur un système linéaire en ce qui concerne le cycle de vie des produits : on extrait, on fabrique, on consomme puis on jette. Dans un contexte de raréfaction croissante des matières premières, il s'agit d'optimiser l'utilisation de celles-ci et également de nos déchets.
En addition à l'effet largement positif de l'économie circulaire quant aux enjeux environnementaux, elle permet également de créer des emplois. En France, le secteur du recyclage représente près de 135 000 emplois. De plus, l'économie circulaire est porteuse de compétitivité en ce sens où elle permet la réduction de la consommation d'énergies notamment utiles à l'extraction des matières premières. Par conséquent, elle engendre une baisse des coûts de production, elle apporte une sécurité dans les approvisionnements et contribue à la réindustrialisation.
Concernant le cadre législatif, une loi pour la transition énergétique et la croissance verte a été votée courant août 2015. Elle stipule notamment :
- un objectif de recyclage fixé à 60 % des déchets pour 2025 ;
- la réduction de moitié des quantités de déchets mis en décharge ;
- la mise en place d’une stratégie nationale de transition vers une économie circulaire ;
- l’amélioration de la conception des produits pour réduire leur impact environnemental et augmenter leur durée de vie.

### Verrerie
La verrerie est apparue dès l’Égypte antique. La verrerie désigne la transformation du sable en verre. L'industrie du verre en France représentait en 2010, un chiffre d'affaires global de plus de 3,8 milliards d'euros.
Le verre est essentiellement issu de matières premières abondantes et naturelles telles que le sable (plus précisément la silice SiO2), le calcaire et le bicarbonate de soude. La silice seule ne fondant qu’à des températures très élevées, supérieures à 1 700 °C, on y ajoute des fondants comme du calcaire, bicarbonate de soude afin de faciliter le processus. À ce mélange est ajouté de l’eau et du calcin, verre brisé provenant des rebuts de production.
En fonction des différents usages du verre divers additifs sont ajoutés :
- de l'oxyde de magnésium, par exemple, pour rendre le verre plus résistant ;
- de l'oxyde de fer pour donner au verre une teinte verdâtre.

Le mélange est ensuite fondu dans des fours à une température avoisinant les 1 500 °C, température à laquelle celui-ci se transforme en verre liquide.
Une fois le mélange fondu, on peut modeler le verre selon les besoins à l’aide de différentes techniques comme que le soufflage, le coulage dans un moule ou encore le flottage sur un bain d’étain.
Le verre est ensuite rebrulé à des températures allant jusqu’à 600 °C, afin d’en polir la surface et d’en renforcer l’éclat. Ce traitement thermique a donc pour but de corriger les imperfections apparaissant lors du premier refroidissement.
Afin d’être plus résistant aux rayures le verre reçoit généralement un traitement de surface appliqué à chaud avant le passage dans l’arche de cuisson ou à froid dès leur sortie.
Le verre est un des matériaux les plus facilement recyclables : en effet, la température de fusion du verre est bien plus faible que celle de la silice, ainsi l’ajout de fondants n’est donc plus nécessaire. Toutefois la production de verre à partir de verre recyclé nécessite l’apport de 20 % de matière première nouvelle.